# Tina Rudolph

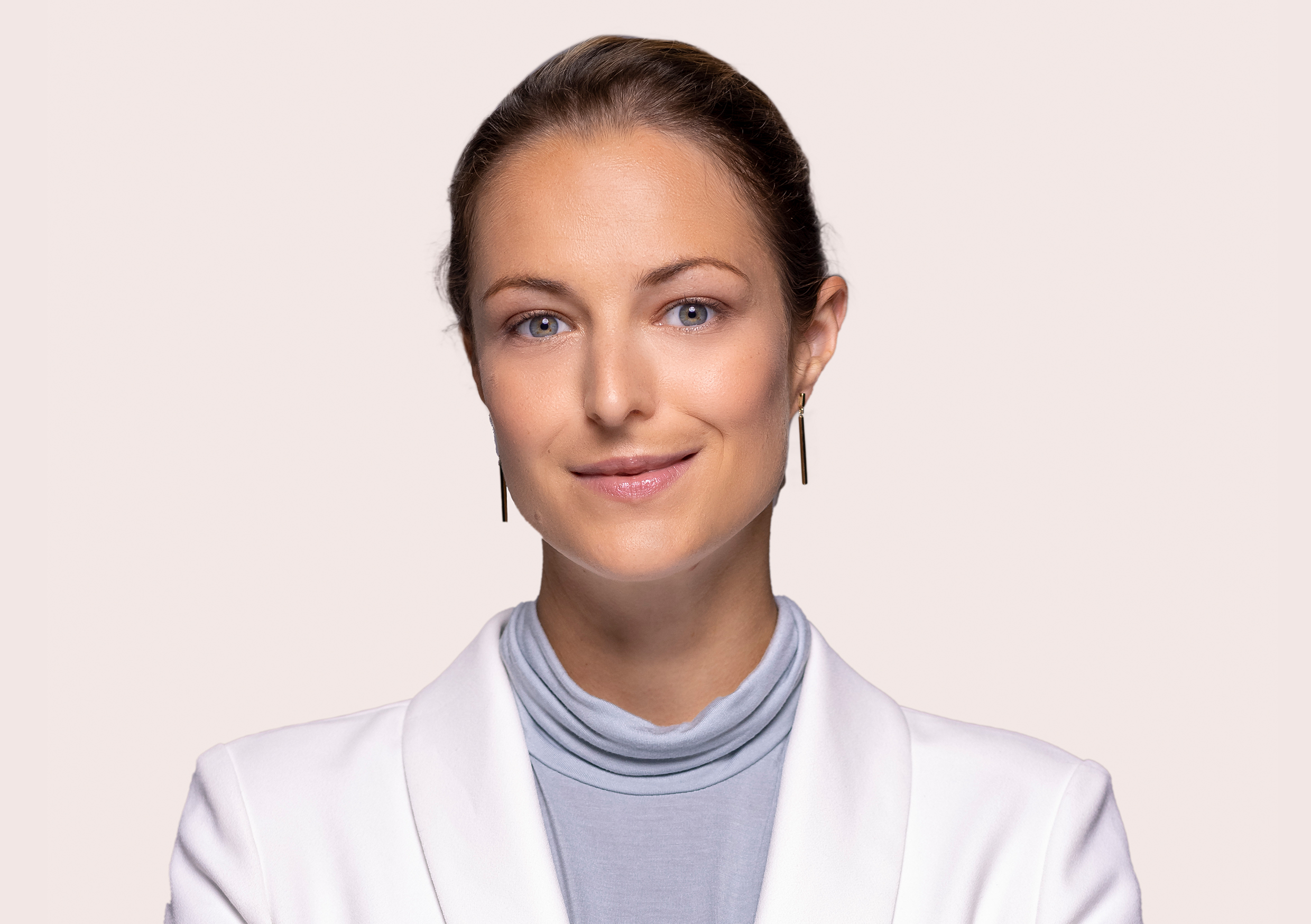
Tina Rudolph, 2021

Tina Rudolph (* 21. Mai 1991 in Wolgast) ist eine deutsche Politikerin der SPD. Sie war von 2021 bis 2025 Mitglied des Deutschen Bundestages. Seit 2025 ist sie Staatssekretärin im Thüringer Ministerium für Soziales, Gesundheit, Arbeit und Familie.

## Leben
Rudolph wuchs auf Usedom auf. 2010 machte sie Abitur am Runge-Gymnasium in Wolgast. Im Alter von 19 Jahren zog sie von Mecklenburg-Vorpommern nach Thüringen, wo sie heute in Eisenach lebt. Sie studierte von 2010 bis 2017 Humanmedizin an der Friedrich-Schiller-Universität Jena (FSU) und absolvierte Auslandsaufenthalte am Livingston General Hospital (Sambia) und am Philippine General Hospital Manila (Philippinen). 2018 erfolgte die ärztliche Approbation. Von 2014 bis 2017 studierte sie Philosophie und Politikwissenschaft und von 2017 bis 2019 Angewandte Ethik an der FSU Jena, wo sie einen Abschluss als M.A. erwarb.
2018 wurde sie wissenschaftliche Mitarbeiterin am Lehrstuhl für Angewandte Ethik sowie 2019 am Institut für Geschichte, Theorie und Ethik in der Medizin an der FSU Jena. Von 2018 bis 2021 war Rudolph wissenschaftliche Mitarbeiterin im Büro von Edgar Franke, MdB.

## Politische Tätigkeit
Seit 2020 ist sie stellvertretende Landesvorsitzende der Arbeitsgemeinschaft der Sozialdemokratinnen und Sozialdemokraten im Gesundheitswesen (ASG) Thüringen und seit 2022 Mitglied im Bundesvorstand. Seit 2022 ist Rudolph Vorsitzende der August-Bebel-Gesellschaft, dem Trägerverein der Gedenkstätte „Goldener Löwe“ in Eisenach. Seit 2024 ist Tina Rudolph Mitglied im Landesvorstand der SPD Thüringen und stellv. Kreisvorsitzende der SPD Wartburgkreis.
Von 2019 bis 2021 war Rudolph Mitglied des Stadtrates der Stadt Jena. Dort war sie Mitglied im Finanzausschuss, im Werkausschuss des kommunalen Jobcenters, im Nahverkehrsbeirat, im Klimabeirat und Beirat für Bäder und Freizeit. Seit 2024 ist sie Mitglied des Kreistages des Wartburgkreises.
Bei der Bundestagswahl 2021 kandidierte sie im Bundestagswahlkreis Eisenach – Wartburgkreis – Unstrut-Hainich-Kreis. Dort gewann sie 23,9 % der Erststimmen und war somit dem AfD-Kandidaten Klaus Stöber mit weniger als einem Prozentpunkt unterlegen. Über die Landesliste der SPD Thüringen, auf welcher sie den Listenplatz 4 besetzte, konnte sie dennoch in den Bundestag einziehen.
Rudolph war ordentliches Mitglied im Gesundheitsausschuss und im Ausschuss für Klimaschutz und Energie, im Parlamentarischen Beirat für nachhaltige Entwicklung und im Unterausschuss Globale Gesundheit des 20. Deutschen Bundestages. Sie war stellvertretendes Mitglied im Ausschuss für wirtschaftliche Zusammenarbeit und Entwicklung.
Rudolph war Sprecherin für Globale Gesundheit der SPD-Bundestagsfraktion. 2023 erhielt Rudolph den Memento Politikpreis eines Bündnisses der Organisationen Ärzte ohne Grenzen, Brot für die Welt, Deutsche Lepra- und Tuberkulosehilfe – DAHW und der BUKO Pharmakampagne für ihr Engagement gegen die Ungleichheiten in der globalen Gesundheitsversorgung.
Gemeinsam mit dem grünen Bundestagsabgeordneten Johannes Wagner gründete Rudolph im September 2022 einen Parlamentskreis One Health.
Bei der Bundestagswahl 2025 kandidierte sie erneut im Bundestagswahlkreis Eisenach – Wartburgkreis – Unstrut-Hainich-Kreis sowie auf Platz 4 der SPD-Landesliste, verpasste jedoch den Wiedereinzug in den Bundestag.
Am 13. Mai 2025 wurde Rudolph zur Staatssekretärin im Thüringer Ministerium für Soziales, Gesundheit, Arbeit und Familie ernannt.

## Politische Positionen
Der Schwerpunkt von Rudolphs Arbeit im Bundestag lag in der Gesundheitspolitik. Sie setzte sich dafür ein, dass die private und die gesetzliche Krankenversicherung in einer Bürgerversicherung aufgehen. Außerdem bemühte sie sich um eine wohnortnahe Gesundheitsversorgung im ländlichen Raum und um eine bessere Vorbereitung auf die gesundheitlichen Folgen des Klimawandels. Sie war Mitinitiatorin der Anträge zur Neuregelung von Schwangerschaftsabbrüchen sowie zur Neuregelung der Organtransplantation durch die sogenannte Widerspruchsregelung. Für Organtransplantation war sie die zuständige Berichterstatterin der SPD-Bundestagsfraktion.
Am 3. Juni 2022 stimmte sie als eine von neun Abgeordneten der SPD-Fraktion gegen das Sondervermögen Bundeswehr. Ende August 2022 forderte sie mit anderen linken SPD-Politikern im Kontext des russischen Überfalls auf die Ukraine einen Modus Vivendi mit Russland unter Präsident Putin und warnte vor der Ausweitung der Waffenlieferungen an die Ukraine auf Kampfpanzer und -flugzeuge.